# Boby-Wieś
Boby-Wieś (dawn. Boby Stare) – wieś w Polsce położona w województwie lubelskim, w powiecie kraśnickim, w gminie Urzędów.
We wsi zlokalizowany jest cmentarz z okresu I wojny światowej. Na cmentarzu parafialnym znajduje się mogiła powstańców styczniowych.
W latach 1975–1998 miejscowość administracyjnie należała do ówczesnego województwa lubelskiego.
Wieś stanowi sołectwo gminy Urzędów.